# Pengheu maghiar
Pengheu, plural penghei (în limba maghiară pengő) a fost unitarea monetară a Ungariei, care a intrat în circulație la 21 ianuarie 1927, când a înlocuit coroana ungară, iar la 31 iulie 1946 a fost înlocuită cu forintul.

## Istoria pengheului

### Imperiul Austro-Ungar (1867-1918)
Unitatea monetară în Austro-Ungaria, de la 11 septembrie 1892 până în 1918 era coroana austro-ungară, prima monedă modernă din regiune bazată pe aur. Această monedă a înlocuit florinul austro-ungar care avea curs de la crearea acestei duble monarhii în 1867 de către împăratul Franz Joseph. Florinul austro-ungar era divizat în 100 krajczár.

### Republica Ungaria (1918-1919)
La 16 noiembrie 1918, a fost proclamată Republica Ungară.

### Regatul Ungariei (1919-1949)

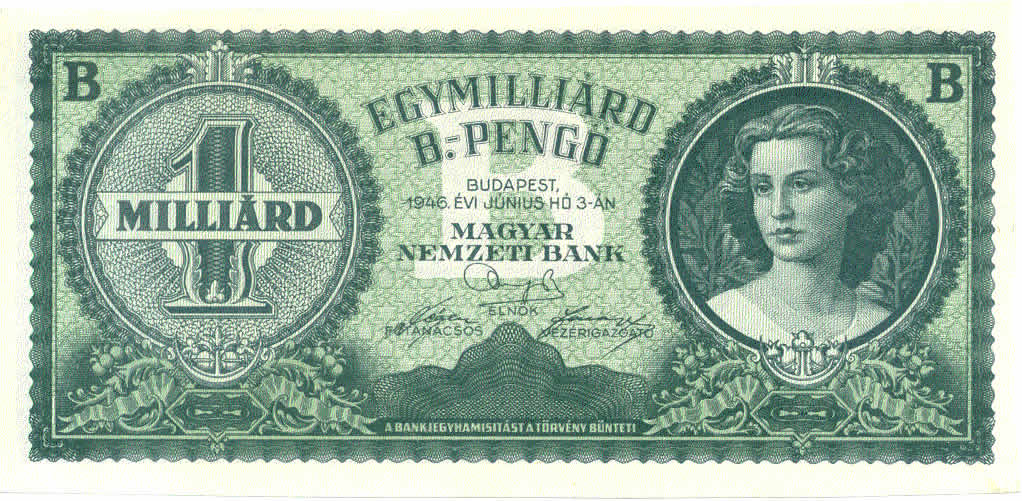
Bancnotă cu valoarea nominală de un miliard de b.-pengő din 1946, tipărită, însă fără să fi circulat vreodată; avers.

Coroana ungară a fost creată la 4 mai 1921. În urma unei inflații importante, ea a fost înlocuită de pengő / pengheu, la 4 noiembrie 1925, cu rata de 1 pengő pentru 12.500 coroane. 
În timpul celui de al Doilea Război Mondial, în Ungaria au circulat și bonurile de Credit al Reichului (XDEK). În timpul ocupației sovietice (1945), pengheul emis de Armata Roșie (HUR) a circulat în paralel cu rubla sovietică.
După al Doilea Război Mondial, pengheul / pengő a fost atins de cea mai puternică hiperinflație cunoscută vreodată. În timpul celei mai puternice crize, prețurile se dublau la fiecare 15 ore. În 1946, a fost tipărită bancnota cu valoarea nominală de Százmillió b.-pengő adică de 100 milioane de b.-peng, adică 100.000.000.000.000.000.000 (1020) de pengő.

### Republica Ungară
La 31 iulie 1946, pengheul a fost înlocuit cu forintul la cursul de 400 milioane de miliarde de b.-pengő pentru un forint (400.000.000.000.000.000.000.000.000.000 = 4×1029 pengő, adică 400 catriliarde). Acest curs era pur teoretic, întrucât cea mai mare bancnotă (ca valoare nominală) era de 1.000 de milioane de b.-pengő (1021 pengő), iar totalitatea pengheilor în circulație valora mai puțin de 1/1.000 de forint.

## Ratele de schimb față de un dolar SUA
| Date              | Pengő / Penghei   |
| ----------------- | ----------------- |
| 1 ianuarie 1927   | 5.00              |
| 31 decembrie 1937 | 5.40              |
| 31 martie 1941    | 5.06              |
| 30 iunie 1944     | 33.51             |
| 31 august 1945    | 1320              |
| 31 octombrie 1945 | 8200              |
| 30 noiembrie 1945 | 108000            |
| 31 decembrie 1945 | 128000            |
| 31 ianuarie 1946  | 795000            |
| 31 martie 1946    | 1750000           |
| 30 aprilie 1946   | 59000 (5.9×1010)  |
| 31 mai 1946       | 42000 (4.2×1016)  |
| 31 iulie 1946     | 460000 (4.6×1029) |

## Înlocuirea pengheului cu forintul
La 31 iulie 1946 pengheul maghiar a fost înlocuit cu forintul, la cursul de 400.000.000.000.000.000.000.000.000.000 pengő / penghei pentru un forint.

## Galerie

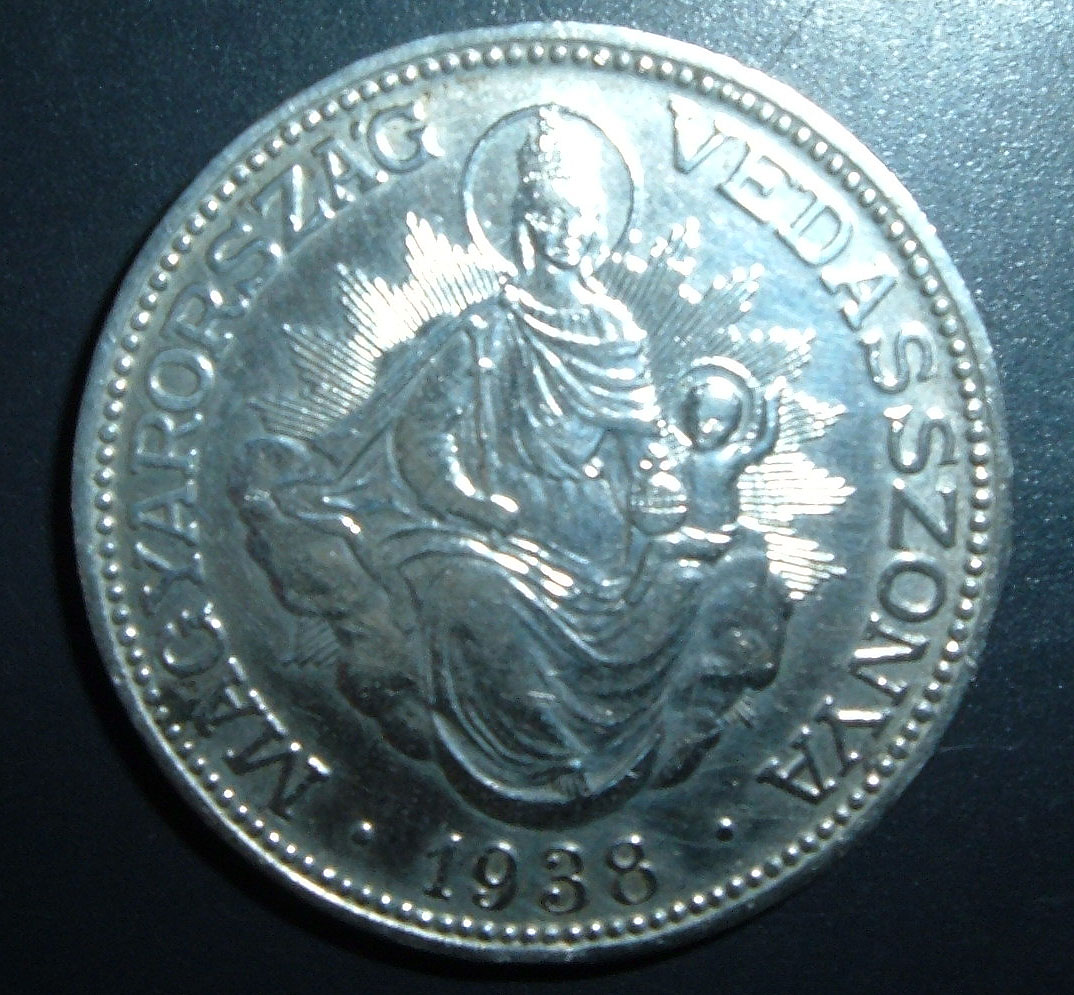
Monedă cu valoarea nominală de 2 pengő din 1938 (revers)
Moneda de 2 pengő din 1943
Moneda de 5 pengő din 1943 cu portretul lui Miklós Horthy